# Viktor Hovland
Viktor Hovland (Oslo, 18 settembre 1997) è un golfista norvegese.
Viktor Hovland è diventato il primo golfista norvegese a vincere un torneo nel PGA Tour, conquistando il Puerto Rico Open nel 2020.

## Carriera
La carriera a livello professionistico iniziò nel 2019 debuttando al Travelers Championship, circuito del PGA Tour, mentre ad agosto terminò secondo all' Albertsons Boise Open assicurandosi un posto per la successiva stagione nel PGA Tour. Nel 2020 conquistò i primi tornei, vincendo prima il Puerto Rico Open e poi, a fine anno, il Mayakoba Golf Classic..
Nel 2021 continua a battere primati: in ordine, a giugno conquistò il primo torneo dell'European Tour, vincendo il BMW International Open. Fa il suo esordio nella Ryder Cup, venendo selezionato per l'edizione 2021 in cui il Team Europa perse 19-9 contro il Team USA. Successivamente, continuò a dimostrare un notevole stato di forma, conquistando diversi tornei.

## Vittorie professionali (9)

### PGA Tour vittorie (7)
| Legenda            |
| Tornei Major (0)   |
| Tornei FedEx (2)   |
| Altri PGA Tour (5) |

| No. | Data             | Torneo                             | Punteggio di vittoria | To par | Margine           | Secondo                            |
| --- | ---------------- | ---------------------------------- | --------------------- | ------ | ----------------- | ---------------------------------- |
| 1   | 23 febbraio 2020 | Puerto Rico Open                   | 68-66-64-70=268       | −20    | 1 colpo           | Josh Teater                        |
| 2   | 6 dicembre 2020  | Mayakoba Golf Classic              | 67-69-63-65=264       | −20    | 1 colpo           | Aaron Wise                         |
| 3   | 7 novembre 2021  | World Wide Technology Championship | 67-65-62-67=261       | −23    | 4 colpi           | Carlos Ortiz                       |
| 4   | 4 giugno 2023    | Memorial Tournament                | 71-71-69-70=281       | −7     | vittoria play-off | Denny McCarthy                     |
| 5   | 20 agosto 2023   | BMW Championship                   | 69-68-65-61=263       | −17    | 2 colpi           | Matt Fitzpatrick Scottie Scheffler |
| 6   | 27 agosto 2023   | Tour Championship                  | 68-64-66-63=261       | −27    | 5 colpi           | Xander Schauffele                  |
| 7   | 23 marzo 2025    | Valspar Championship               | 70-67-69-67=273       | −11    | 1 colpo           | Justin Thomas                      |

### European Tour vittorie (2)
| Legenda                 |
| Rolex Series (1)        |
| Altri European Tour (1) |

| No. | Data            | Torneo                 | Punteggio di vittoria | To par | Margine           | Secondo       |
| --- | --------------- | ---------------------- | --------------------- | ------ | ----------------- | ------------- |
| 1   | 21 giugno 2021  | BMW International Open | 68-67-64-70=269       | −19    | 2 colpi           | Martin Kaymer |
| 2   | 30 gennaio 2022 | Dubai Desert Classic   | 68-69-73-66=276       | −12    | vittoria play-off | Richard Bland |

## Risultati completi
I risultati conseguiti nel 2020 non sono mostrati in ordine cronologico.
| Torneo                | 2019 | 2020 | 2021 | 2022 | 2023 | 2024 |
| --------------------- | ---- | ---- | ---- | ---- | ---- | ---- |
| The Masters           | P32D |      | P21  | P27  | P7   | EL   |
| PGA Championship      |      | P33  | P30  | P41  | P2   |      |
| U.S. Open             | P12D | P13  | RIT  | EL   | 19   |      |
| The Open Championship |      | NT   | P12  | T4   | P13  |      |

     Top 10
     Non partecipante
D = Dilettante
EL = eliminazione a metà gara (non passa il taglio)
P = pari merito
RIT = ritirato
NT = nessun torneo (Pandemia COVID-19)